# Tatjana Rojc
Tatjana Rojc, slovenska političarka, literarna zgodovinarka, pesnica, pisateljica, publicistka, pevka, * 1961.

## Življenje
Živi v Občini Devin - Nabrežina.

### Senatorstvo
Na parlamentarnih volitvah leta 2018 je bila predlagana in izvoljena v Senat Italijanske republike iz vrst Demokratske stranke v volilni enoti Furlanija - Julijska krajina.
Decembra 2019 je bila med 64 podpisniki (med temi le 7 poslancev DS) za potrditveni referendum o zmanjšanju števila parlamentarcev, ki je potekal 20. in 21. septembra 2020.
Oktobra 2020 je skupaj s Francom Corleonejem predlagala zakon, ki je bil v Poslanski zbornici že soglasno sprejet, za »povrnitev časti pripadnikom italijanskih oboroženih sil, ki so bili ustreljeni brez jamstva pravičnega postopka, z obsodbami vojnega sodišča«.
27. januarja 2021 je napovedala včlanitev v skupino Evropeisti-MAIE-Demokratska sredina, hkrati pa je ostala članica Demokratske stranke. Vendar je že po dveh mesecih napovedala vrnitev v vrste Demokratske stranke, kjer je kot gostja sodelovala na skupščini stranke.
Na predčasnih parlamentarnih volitvah 25. septembra 2022 je kot vodja liste Demokratska stranka - Demokratična in napredna Italija kandidirala za Senat v veččlanski volilni enoti Furlanija in je bila spet izvoljena.